# یواس‌اس هابرد (دی‌ئی-۲۱۱)

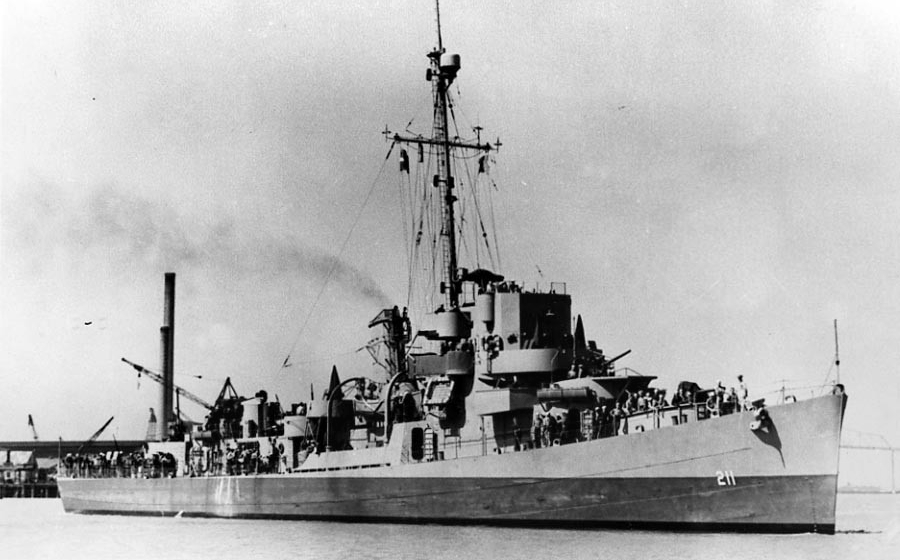
یو اس اس هاربرد در 13 مارس 1944

یواس‌اس هابرد (دی‌ئی-۲۱۱) (به انگلیسی: USS Hubbard (DE-211)) یک کشتی بود که طول آن ۳۰۶ فوت (۹۳ متر) بود. این کشتی در سال ۱۹۴۳ ساخته شد.